# Racines d'arbres
Racines d'arbres est le dernier tableau peint par le peintre néerlandais Vincent van Gogh le jour même de sa tentative de suicide à Auvers-sur-Oise, en France, le 27 juillet 1890, des suites de laquelle il succomba deux jours plus tard. Il est conservé au musée Van Gogh d'Amsterdam.
Le tableau est un exemple des tableaux au format en double carré qu'il utilise pour ses derniers paysages.

## Contexte

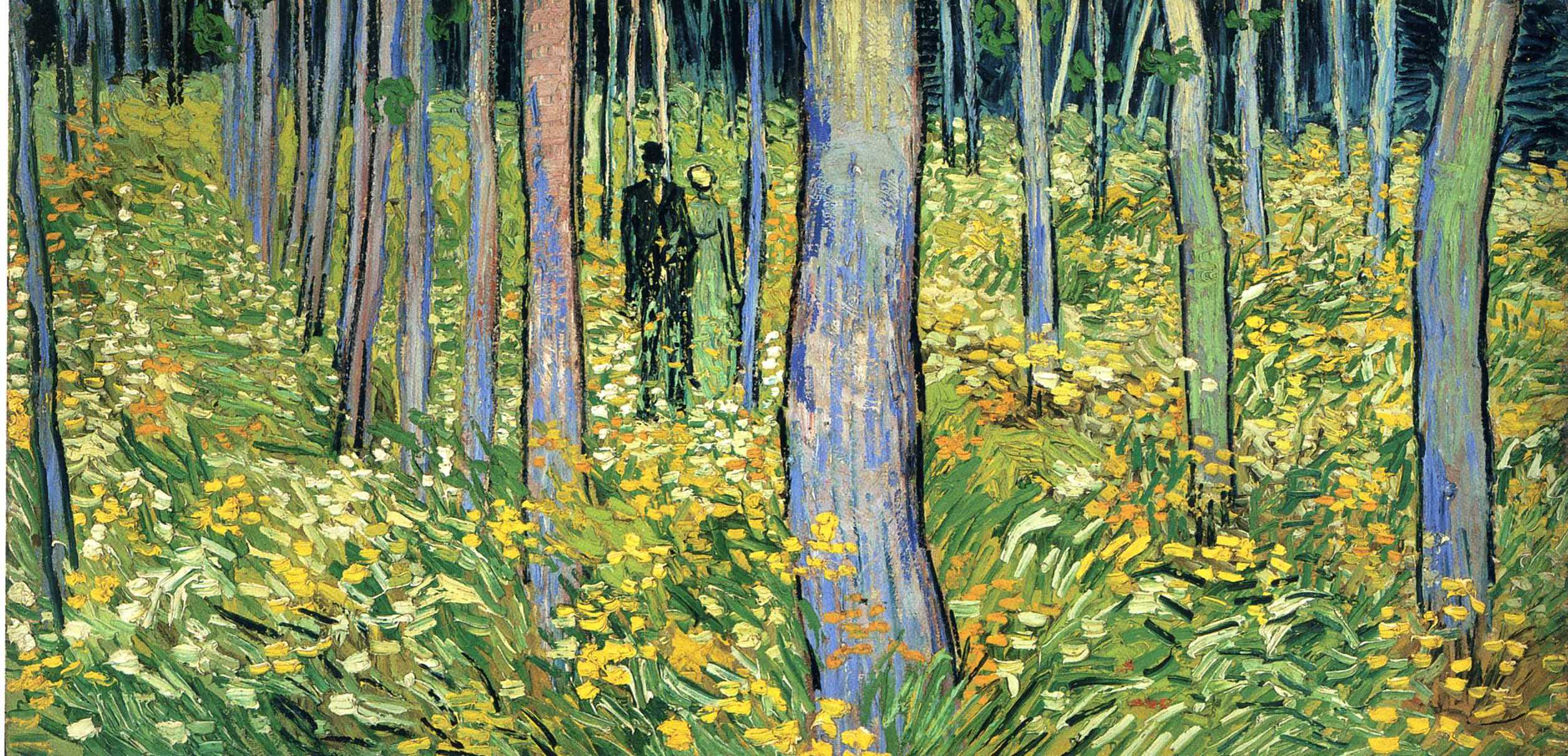
Trees and Undergrowth, huile (1890, Cincinnati Art Museum).

Après avoir passé un an dans l'asile d'aliénés Saint-Paul-de-Mausole à Saint-Rémy-de-Provence, Vincent van Gogh s'installe le 20 mai 1890 à Auvers-sur-Oise, une petite ville au nord de Paris, où il passe les derniers mois de sa vie,. Il est suivi par le médecin Paul Gachet, lui-même artiste amateur, à la demande de son frère, Theo van Gogh.
Mais l'instabilité mentale de Vincent van Gogh reprend vers la fin juillet 1890. Le 27 de ce mois, Van Gogh prend son matériel de peinture et va peindre Racines d'arbres, rue Daubigny, à 120 mètres de l'auberge Ravoux (Café de la Mairie), où il séjournait. Peu après, il se tire un coup de revolver dans la poitrine. Revenu à l'auberge Ravoux, il monte directement dans sa chambre. Ses gémissements attirent l'attention de l'aubergiste Arthur Ravoux qui le découvre blessé. Le docteur Jean-Baptiste Mézery est appelé, qui ausculte Van Gogh et constate l'impossibilité d'une intervention chirurgicale. Le docteur Gachet est également appelé, qui confirme le diagnostic. Anton Hirschig, artiste néerlandais pensionnaire de son auberge, est envoyé le lendemain matin à la première heure pour prévenir Theo van Gogh sur son lieu de travail. Vincent van Gogh meurt deux jours plus tard, à l'âge de 37 ans, son frère Theo étant à son chevet.

## Le sujet

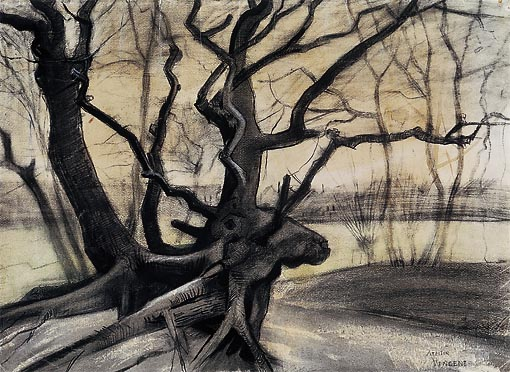
Étude d'un arbre, crayon, craie noire, pinceau à l'encre, lavis brun et gris, aquarelle sur papier aquarelle (1882, Musée Kröller-Müller).

Dès 1882, alors qu'il était à La Haye, Van Gogh réalise une étude sur les racines des arbres, Étude d'un arbre, qu'il avait achevée en même temps qu'une version plus grande et aujourd'hui perdue de Sorrow. Dans une lettre à son frère Theo, Vincent explique sa démarche : « Je voulais exprimer, tant dans cette figure de femme blême et mince que dans ces racines noires et bougonnes avec leurs nœuds, quelque chose de la lutte pour la vie ». Il est probable que des pensées similaires l'habitaient à ce moment particulier de sa vie, à quelques heures de son geste suicidaire.

## Analyse critique
Jan Hulsker considère Racines d'arbres comme la plus originale de ses toiles en double carré. Le spectateur pense pouvoir identifier les racines et les troncs des arbres, mais il lui est difficile d'identifier le sujet dans son ensemble. Van der Veen et Knapp font remarquer que dans ce tableau, comme dans Trees and Undergrowth (en), c'est le tableau lui-même et non le sujet qui est prépondérant, ce qui annonce la peinture abstraite et l'expressionnisme allemand.
Wouter van der Veen, qui analyse le tableau en 2020 explique que « la lumière du soleil peinte par Van Gogh indique que les derniers coups de pinceau ont été peints vers la fin de l'après-midi, ce qui fournit plus d'informations sur le déroulement de cette journée dramatique se terminant par son suicide »,. Le tableau ne semble pas entièrement achevé à la mort de Van Gogh.

## Dernière œuvre de l'artiste

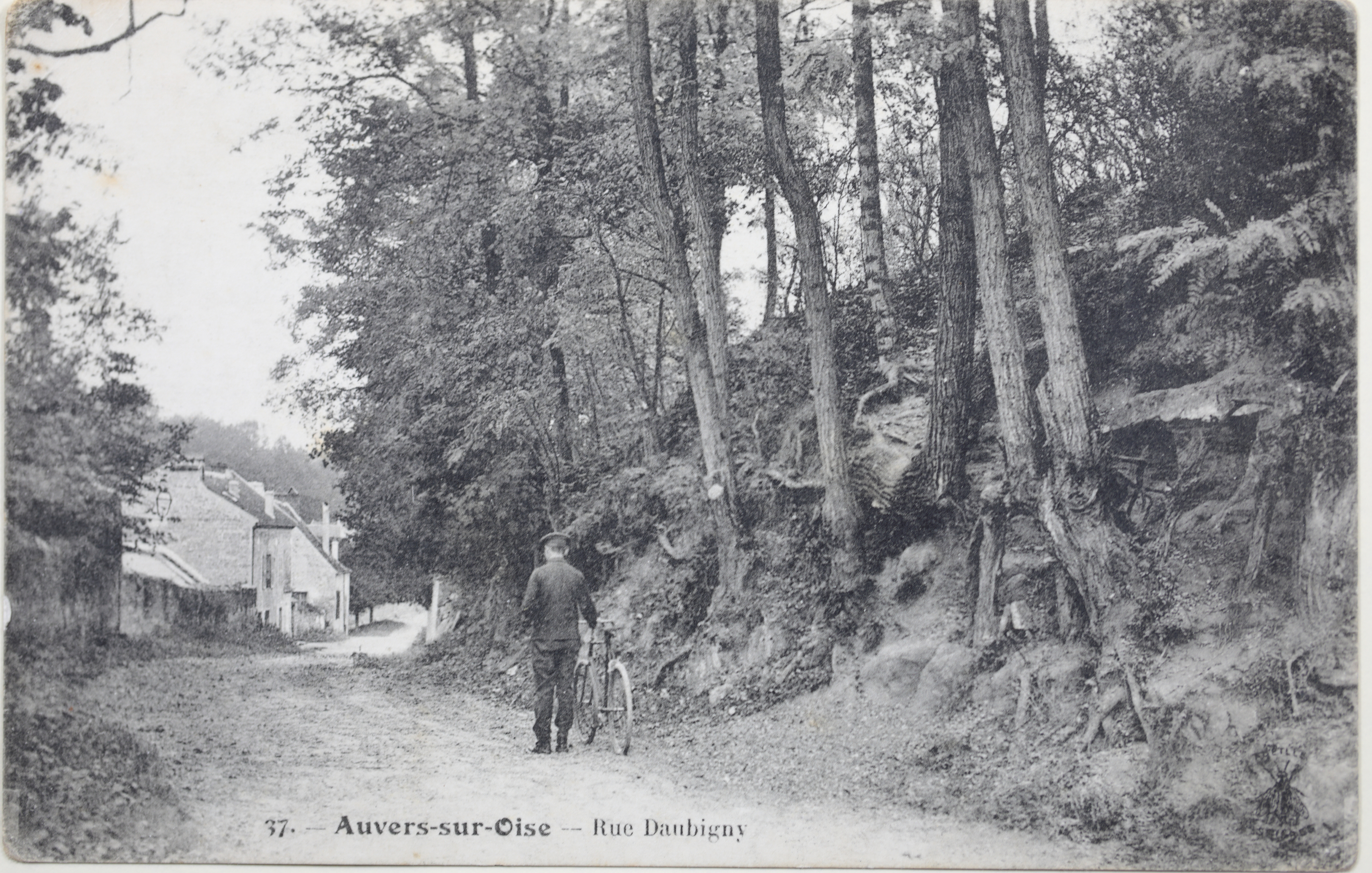
Carte postale ancienne, La rue Daubigny à Auvers-sur-Oise, qui montre le sujet exact peint par Van Gogh vers 1910.

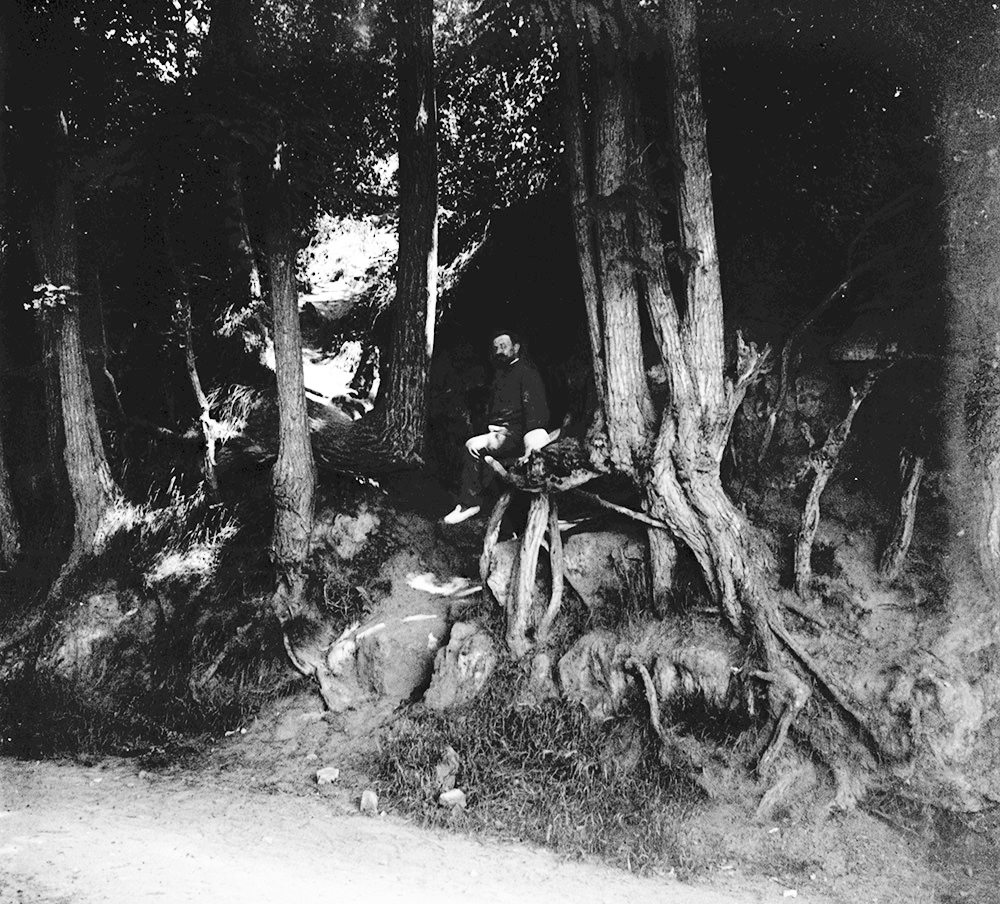
Photo rue Daubigny, vers 1906.

Alors que certains avaient déjà considéré le tableau comme le dernier de l'artiste avant sa mort fin juillet 1890,,,, le chercheur Wouter van der Veen, directeur scientifique de l'Institut Van Gogh d'Auvers-sur-Oise, travaillant sur la vie et l’œuvre de Vincent van Gogh, publie en 2020 une analyse de la dernière journée de Vincent van Gogh, du lieu où il a passé cette journée, du dernier tableau qu'il a peint (Racines d'arbres) et de ses derniers écrits, qui corrobore le suicide. Ainsi, sur la base d'une carte postale historique de 1900-1910, il détermine que Racines d'arbres a été réalisé rue Daubigny à Auvers-sur-Oise, à environ 150 mètres de l'Auberge Ravoux.
Les chercheurs du musée Van Gogh d'Amsterdam considèrent dans un premier temps l'hypothèse de Van der Veen comme « hautement probable » et son étude comme une « découverte remarquable », compte tenu qu'il s'agit en plus de la dernière œuvre de l'artiste,,. L'année suivante, une nouvelle photo historique vient confirmer définitivement la découverte.
Selon Wouter van der Veen, la complexité de ce tableau prouve par ailleurs que le suicide de l'artiste ne fait pas suite à une crise de démence : « Vincent van Gogh réfléchissait longtemps à ses toiles. Pour faire un tableau avec une composition si complexe, il faut avoir toute sa tête. [...] Son geste ultime [son suicide] a été commis de manière consciente et lucide ».

### Filmographie
- Le Mystère Van Gogh, 57 min. Documentaire de Mathilde Deschamps Lotté, diffusé le 6 janvier 2023 sur la chaîne France5 (présentation en ligne sur le site FranceTVpro.fr).